# 임지훈 (2000년)
임지훈(2000년 3월 20일 ~ )는 대한민국의 축구 선수로, 포지션은 골키퍼이다.